# Medal Wignera

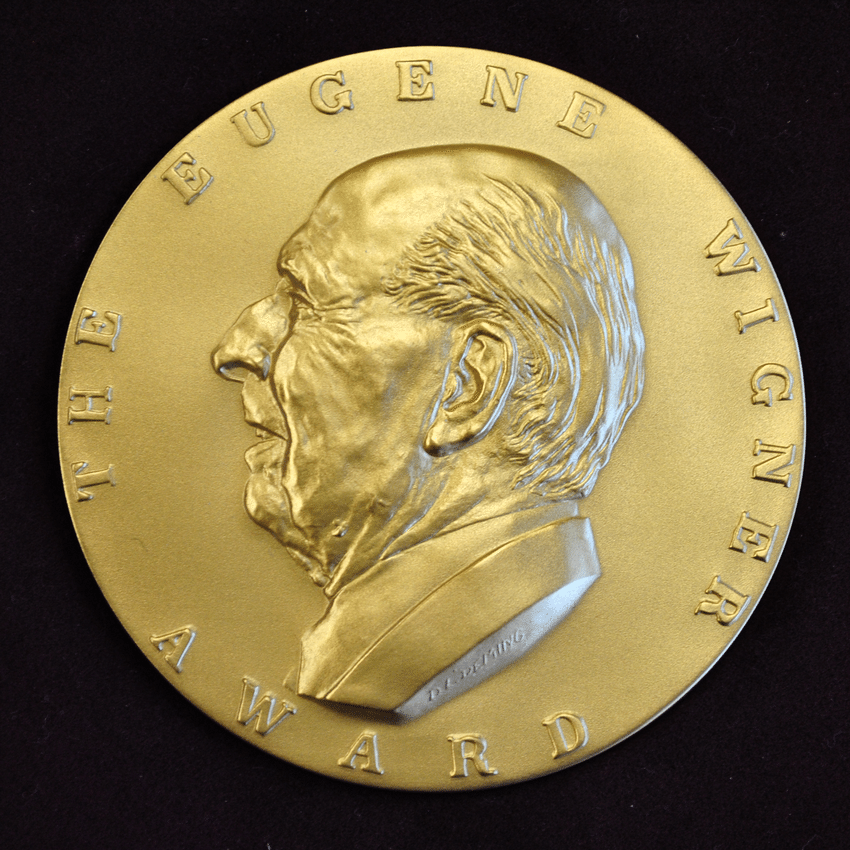
Medal Wignera

Medal Wignera, ang. Wigner Medal – wspólna nazwa dwóch nagród naukowych w dziedzinie fizyki matematycznej:
- pierwsza z nich była przyznawana przez fundację The Group Theory and Fundamental Physics Foundation (TGFPF), zwykle na konferencjach International Colloquium on Group Theoretical Methods in Physics (ICGTMP). Pierwszy raz rozdano ją w 1978 roku i odtąd była nadawana zwykle co dwa lata, z przerwami w latach 1994 i 2008, do 2018 roku włącznie. Otrzymywały ją jedna lub dwie osoby;
- w 2023 roku utworzono drugą nagrodę o tej nazwie, niezależnie od TGTFPF[1].

Źródłem nazwy obu nagród jest Eugene Wigner – noblista z fizyki i pierwszy laureat pierwszej z tych nagród.

## Laureaci

### Starsza nagroda
- 1978: Eugene Wigner, Valentine Bargmann
- 1980: Izrail Gelfand
- 1982: Louis Michel
- 1984: Juwal Ne’eman
- 1986: Feza Gürsey
- 1988: Isadore Singer
- 1990: Francesco Iachello
- 1992: Julius Wess, Bruno Zumino
- 1996: Victor Kac, Robert Moody
- 1998: Marcos Moshinsky
- 2000: Lochlainn O'Raifeartaigh
- 2002: Harry Jeannot Lipkin
- 2004: Erdal İnönü
- 2006: Susumu Okubo
- 2010: Michio Jimbo
- 2012: C. Alden Mead
- 2014: Joshua Zak
- 2016: Bertram Kostant
- 2018: Pavel Winternitz

### Nowsza nagroda
- 2020: Yvette Kosmann-Schwarzbach[2]
- 2022: Iwo Białynicki-Birula, Daniel Greenberger[2]
- 2024: Igor Frenkel, Michèle Vergne
- 2025: Stanisław Woronowicz[3]